# Varró János (irodalomtörténész)
Varró János (Marosvécs, 1927. november 21. – Kecskemét, 2004. március 22.) erdélyi magyar irodalomtörténész, regényíró, műfordító.

## Életútja
Elemi iskoláit szülőfalujában végezte, ahonnan Kemény János támogatásával került a marosvásárhelyi Református Kollégiumba 1940 őszén. Ugyanitt érettségizett 1948-ban. A Bolyai Tudományegyetemen magyar nyelv- és irodalom szakos tanári diplomát szerzett. 1953–56 között gyakornok, majd 1953 őszétől ösztöndíjas aspiráns volt; szakterülete a 20. század magyar irodalma, disszertációtémája Kós Károly élete és műve. 1956–58 között tanársegéd a Bolyai Tudományegyetemen. 1958 augusztusában letartóztatták és egy, a magyar 1956-os forradalommal való szolidarizálással kapcsolatos koncepciós politikai per fővádlottjaként 16 évi börtönre ítélték. Szamosújváron és a Duna-delta rabmunkatelepein töltötte börtönbüntetését, 1959/60 telén egész további életére kiható súlyos betegségen esett át. 1964 júliusában, az általános kegyelmi rendelettel szabadult. 1969-ig egy kolozsvári iparvállalatnál volt kistisztviselő. 1969 szeptemberében ítéletét a Legfelső Bíróság megsemmisítette s ennek alapján perét a kolozsvári Katonai Bíróság újratárgyalta: felmentették az 1959 februárjában kimondott ítélet alól.
1970–87 között a kolozsvári Dacia Könyvkiadó magyar szerkesztőségében többek között a Kismonográfiák című sorozatnak és a Tanulók Könyvtára számos kötetének szerkesztője. 1987-ben családjával egy magyarországi turistaút alkalmát kihasználva menedékjogot kért és kapott. 1988-tól a kecskeméti Tanárképző Főiskolán adott elő magyar irodalomtörténetet 1997-es nyugdíjazásáig.
Már a börtönéveket megelőzően több tanulmányban foglalkozott – az irodalmi alkotás és a társadalmi-politikai mozgások között közvetlen kapcsolatot tételezve – a romániai magyar irodalom értékelésének problémáival (Kós Károly két regénye. Igaz Szó, 1956/4; A megalkuvás és a jobbratolódás gyökerei. Utunk, 1957/34–36); vitázott Csehi Gyulával Székely János Bolyai-szonettkoszorújának értelmezéséről (Igaz Szó, 1955/5, 8). Kiszabadulása után könyvismertetéseket, kritikákat, tanulmányokat, összefoglaló cikkeket közölt Izsák József Asztalos-monográfiájáról (Korunk, 1967/5), Kovács Györgyről (Igaz Szó 1967/5), Sipos Domokosról (Utunk 1967/49), Bartalis Jánosról (Igaz Szó 1968/7), Kós Károlyról (Utunk, 1968/50), Kuncz Aladárról (Korunk, 1969/5), Benedek Elekről (Utunk, 1969/21), Szentimrei Jenőről (Igaz Szó, 1969/6).
Letartóztatása miatt be nem fejezett Kós Károly-könyvét, amelyet a kiadói lektor „merev szociologizálása” miatt elutasított, Méliusz József kiállása nyomán jelentette meg a Dacia Könyvkiadó. Az 1970-es évek elején még jelentkezett az irodalmi lapokban: vitába szállt Szőcs Istvánnal Makkai Sándor Magunk revíziója című könyvének értékelése kapcsán (Utunk 1970/37, 41, 45), Szőcs Kálmánnal az avantgárd kérdésében (Igaz Szó, 1971/5), kritikát írt Sőni Pál irodalomtörténeti és kritikai tanulmánykötetéről (Utunk, 1970/1), aztán többnyire már csak az általa kiadásra előkészített könyvek előszavainak, bevezető tanulmányainak szerzőjeként jelentkezett.
Már egyetemi évei alatt kísérletezett szépirodalommal is: az Igazság 1955-ös évfolyamában közölt néhány karcolatot; ezekhez a korai kísérletekhez tért vissza a 17. századi Erdély történetéből merítő Ki csatát nyer, koronát nyer című regényével (1976).
Életének utolsó, kecskeméti szakaszában teljesen kimaradnak nyilvános megjelenései. Csak peréről és börtönéveiről közölt egy vele készített hosszabb interjút a Kecskeméti Lapok („A vád az volt, hogy el akartam szakítani Erdélyt Romániától”. 1990. január 12. – február 10.).
Hamvait szülőfalujában helyezték örök nyugalomra, 2004. július 31-én. 1988-ban megkezdett s életpályáját az 1960-as évek végéig felidéző visszaemlékezéseit tanítványai jelentették meg (Erdélyi sorsvallató. Egy erdélyi 56-os utolsó vallomása. Páskándiné Sebők Anna és Sipos Zsolt előszavaival, Ábrahám Sándorné utószavával, Kecskemét, 2008).

## Kötetei
- Kós Károly, a szépíró. Kismonográfia; Dacia, Kolozsvár, 1973 (Kismonográfiák)
- Ki csatát nyer, koronát nyer (regény, Bukarest, 1976; románul Gelu Păteanu fordításában, Dumitru Almaş előszavával, Bătălie pentru coroană címmel. Bukarest, 1981)
- Erdélyi sorsvallató. Egy erdélyi 56-os utolsó vallomása; Korda, Kecskemét, 2008

## Fordításai
- Pavel Dan: A virrasztó (novellák, Bukarest, 1969);
- Rafael Sabatini: Blood kapitány viszontagságai (ifjúsági regény, Kolozsvár, 1970; II. kiad. 1976; III. kiad. 1984);
- Kutassátok az írásokat (Román krónikások munkáiból. Pompiliu Teodor bevezető tanulmányával. Kolozsvár, 1983. Tanulók Könyvtára);
- V. Bede – G. Ene: A következő kilométer (Kerekes Györggyel, Bukarest, 1983).

## Gondozásában és bevezető tanulmányaival megjelent kötetek
- Asztalos István: Tarisznyás királyok (novellák, Kolozsvár 1972. (Tanulók Könyvtára);
- Kós Károly: Kalotaszegi krónika (Hét írás, Bukarest, 1973. Romániai Magyar Írók);
- Kovács György: Néma pásztor (novellák, Kolozsvár, 1980. Tanulók Könyvtára);
- Kós Károly: A havas (válogatott elbeszélések, Kolozsvár, 1983. Tanulók Könyvtára).